# Gottfried Konstantin von Salhausen
Gottfried Konstantin von Salhausen († 3. Juli 1675) war Kreishauptmann in Leitmeritz. Er entstammte dem Adelsgeschlecht Salhausen, das mit ihm (in männlicher, namensgebender Linie) ausstarb. Er war kaiserlicher und königlicher Rat sowie Hof-, Banners- und Lehnrichter.

## Leben
Salhausen war der Sohn der Elisabeth von Bock und des Friedrich von Salhausen († 1619). Sein Großvater war Joachim von Salhausen. Friedrich erwarb im Jahr 1591 Schwaden und stiftete den Altar der evangelischen Kirche St. Jakobus, die er im Jahr 1606 umbauen ließ.
Gottfried Konstantin von Salhausen war ein Verfechter der Gegenreformation und bekannte sich deshalb zum Katholizismus. Kaiser Ferdinand III. ernannte ihn am 30. Mai 1645 zum königlichen Kreishauptmann von Leitmeritz. Dieses Amt bekleidete er an der Seite von Maximilian von Aldringen vermutlich mindestens bis zum 18. Februar 1650.
Am 18. März 1662 verlieh ihm Kaiser Leopold I. den Freiherrenstand.
Um 1646 hatte Salhausen Isabella Eleonora geheiratet, eine Enkeltochter des Görlitzer Bürgermeisters Johann Glich von Milziz. 1669 erbte Gottfried von seinem Schwiegervater Karl Glich von Milziz das Dorf Leopoldshain. 1674 verkaufte er es an Martin Lufft.
In Leitmeritz errichtete Salhausen an der Stelle des im Dreißigjährigen Krieg verwüsteten Templerschlosses ein Renaissanceschloss. Ende des 18. Jahrhunderts brannte es ab. Die Ruine bestand bis Mitte des 19. Jahrhunderts.
Mit Gottfried Konstantin, dem „letzten Salhausen“ erlosch das Adelsgeschlecht Salhausen. Er hinterließ die Tochter Barbara Catharina (* 19. Oktober; † 12. Dezember 1651).
Er starb am 3. Juli 1675 und wurde in der Gruft der Kirche in Schwaden bestattet. Sein Grabstein ist einer von wenigen noch lesbaren, die neben 22 Särgen am 30. August 1926, als die Gruft geöffnet wurde, entdeckt wurde.